# 菊川近子
菊川 近子（きくかわ ちかこ）、女性、は日本の漫画家。富山県新湊市出身。
「週刊マーガレット」1972年2・3合併号に掲載された『P.Sアイラブユー』でデビュー。コメディからドラマまで、当時の少女漫画の王道的な華やかな作品を多々手がけるが、1979年に連載したホラー漫画『赤い爪あと』が強烈な印象を残した為、以降、ホラーやサスペンス色の濃い漫画が作品歴の多くを占めるようになる。

## 作品
- 赤い爪あと
- 百の眼が見ていた
- ブルージンのあいつ
- マンションは大さわぎ!
- 蝶よ美しく舞え!
- 薔薇の樹
- プリンスはあなただけ!
- そして僕は結婚にはしった
- 十六才の悪魔
- 指定席S107
- 砂糖菓子の心理学
- 恋人模様
- おいかけて初恋
- 浮気ビールス発生中
- 悪魔の招待状
- 私についてのスキャンダル
- いのちの火が見える
- 夜のトライアングル
- ドアを開けたら殺意
- 悪魔のほほえみ
- 食虫花
- 彼女売ります
- 見えない叫び
- スイート・スキャンダル
- 通りすがりの魔女
- くちびるのポリシー
- 夢色マジック
- 残酷のパズル
- 指輪の吐息
- ゆがんだ視線
- 結婚のレシピ
- 心霊夜
- 幸せブイヨン
- 魅せられた殺人者
- 気まぐれなイブたち
- しあわせマニュアル
- 黒魔術の女
- 愛の迷路にご用心
- 瞳の中の悪魔
- あこがれルージュマジック
- しあわせくらべ
- 悪魔は眠らず
- 愛情レンタル
- ピアスの惑い
- 闇夜の恋人
- 愛の呪文
- やさしく呪って
- ステキ宣言
- 闇のシナリオ
- 悪霊さま お手やわらかに
- 殺人セールス
- 幸せの呪術
- 一緒に暮らしたい!
- 幸せのキーワード
- 呪詛
- 〈怪奇植物誌〉マンドラゴラ夢想
- 美食の罠
- 紅色の骨 恐怖短編傑作選 1 - 4
- 犯人あてコミック・ミステリークイズ 1 - 2
- バイオニックガール ハニー
- もう一人のハニー